# Эдельман, Джой Иосифовна
Джой Ио́сифовна Эдельма́н (род. 29 декабря 1930, Москва, СССР) — советский и российский лингвист, иранист и индолог. Доктор филологических наук (1979), профессор (2007).

## Биография
В 1953 году окончила восточное отделение филологического факультета МГУ.
В 1964 году защитила диссертацию на соискание учёной степени кандидата филологических наук по теме «Язгулямский язык».
В 1979 году в Институте языкознания АН СССР защитила диссертацию на соискание учёной степени доктора филологических наук по теме «Проблемы исторической фонологии иранских языков».
В 1953—1957 годах — научный сотрудник Отдела таджикского языка в Институте языка и литературы им. Рудаки Академии наук Таджикской ССР. С 1958 года — научный сотрудник Института языкознания АН СССР (РАН).
Имеет награду за научную и педагогическую работу в области иранистики от Института стран Азии и Африки при МГУ (2010). Также внесла вклад в индологию. За вклад в лексикографию награждена Золотой медалью имени В. И. Даля РАН (2024).

### Семья
- Муж — Георгий Андреевич Климов (1928—1997), лингвист-кавказовед
  - Дочь — Ольга Георгиевна Климова (†2021), инженер-программист, сотрудница ИРЯ РАН[6] и Института перевода Библии[7].

## Научные труды

### Монографии
- Эдельман Д. И. Дардские языки. — М.: Наука, 1965. — 203 с. — 1200 экз.
- Эдельман Д. И. Язгулямский язык. — М.: Наука, 1966. — 219 с. — 1000 экз.
- Эдельман Д. И. Основные вопросы лингвистической географии (на материале индоиранских языков). — М.: Наука, 1968. — 112 с. — 2000 экз.
- Эдельман Д. И. The Dardic and Nuristani Languages. — М.: Наука, 1983. — 343 с.
- Эдельман Д. И. Сравнительная грамматика восточноиранских языков : Фонология / Отв. ред.: В. И. Абаев. — М.: Наука, 1986. — 232 с. — 1250 экз.
- Эдельман Д. И. Сравнительная грамматика восточноиранских языков : Морфология. Элементы синтаксиса / Отв. ред.: В. И. Абаев. — М.: Наука, 1990. — 287 с. — 1200 экз. — ISBN 5-02-010987-8.
- Эдельман Д. И. Шугнанский язык // Иранские языки. III. Восточноиранские языки  / Рогова Н. В. — М.: Индрик, 1999. — С. 225—241. — ISBN 5-85759-107-4.
- Эдельман Д. И. Иранские и славянские языки : Ист. отношения. — М.: Вост. лит, 2002. — 230 с. — 700 экз. — ISBN 5-02-018251-6.
- Эдельман Д. И. Сравнительная грамматика восточноиранских языков : Лексика. — М.: Восточная литература, 2009. — 280 с. — (Продолж. кн. «Сравнительная грамматика восточноиранских языков: фонология» (М., 1986) и «Сравнительная грамматика восточноиранских языков: морфология. Элементы синтаксиса» (М., 1990)). — 800 экз. — ISBN 978-5-02-036396-0.

### Совместные работы
- Климов Г. А., Эдельман Д. И. Язык бурушаски. — М.: Наука, 1970. — 115 с. — (Языки народов Азии и Африки). — 1200 экз.
- Захарьин Б. А., Эдельман Д. И. Язык кашмири: [Очерк]. — М.: Наука, 1971. — 140 с. — (Языки народов Азии и Африки). — 1000 экз.
- Edelman Joy, Dodykhudoeva Leyla. Shughni (англ.) // The Iranian Languages  / Windfuhr, Gernot[англ.]. — Oxon: Routledge, 2009. — P. 787—825. — ISBN 978-0-7007-1-131-4.

### Словари
- Эдельман Д. И. Язгулямско-русский словарь. — М.: Наука, 1971. — 354 с. — 1100 экз.
- Расторгуева В. С., Эдельман Д. И. Этимологический словарь иранских языков = Etymological dictionary of the Iranian languages. — М.: Восточная литература, 2000. — Т. 1: а-a. — 327 с. — 1000 экз. — ISBN 5-02-018124-2; 5-02-018125-0.; . — 2003. — Т. 2: b-d. — 502 с. — 1000 экз. — ISBN 5-02-018124-2; 5-02-018324-5.; . — 2007. — Т. 3: f-h. — 493 с. — 1000 экз. — ISBN 5-02-018550-7.; Эдельман Д. И. . — 2011. — Т. 4: i-k. — 416 с. — 800 экз. — ISBN 978-5-02-036478-3; 5-02-018124-2.; Эдельман Д. И. . — 2015. — Т. 5: l-n. — 566 с. — 500 экз. — ISBN 978-5-02-036590-2; 5-02-018124-2.; Эдельман Д. И. . — 2020. — Т. 6. — 463 с. — 200 экз. — ISBN 978-5-02-039863-4.